# Ој Косово, Косово
„Ој Косово, Косово“ је српска родољубна песма о Косову и право име песме је "Са Косова зора свиће", а аутор стихова и композиције је српски мелод-певач и композитор Љубомир Љуба Манасијевић. 
У јавности је популарна и прихваћена као народна изворна песма иако је настала после Видовдана 1989. године, када је аутор песме Љуба Манасијевић био на чувеном српском митингу и бдењу на Косову, када је ноћ пред скупа на Газиместану (27.06.1989.), у манастиру Грачаници одржана света литургија којој су присуствовали сви архијереји СПЦ-а. У манастиру су се налазиле и Свете мошти Кнеза Лазара које су до тада путовале српским земљама.
Овај догађај је био повод за настанак песме која је први пут објављена почетком 1990. године на албуму „Востани Сербије".
Постала је популарнија у Србији након једностраног проглашења независности Косова 2008. године. Песму је изводила и Ивана Жигон на протестима „Косово је Србија“. Данас је изводе и многи други извођачи под погрешним именом, односно под називом која је почетак речи из рефрена "Ој Косово, Косово".

## Текст песме
Са Косова зора свиће, свиће, свиће нови дан.

Грачаница, сва у сјају, дочекује Видовдан!

Ој Косово, Косово, земљо моја вољена,

Земљо славних витезова Лазара и Милоша!

Све Делије од Србије, свако срце поносно,

воли, љуби земљу своју, Газиместан, Косово!

Ој Косово, Косово, земљо моја вољена,

Земљо славних витезова Лазара и Милоша!

Србадија кличе цела: не дамо те Косово!

То је наше увек било, од давнина остало!

Ој Косово, Косово, земљо моја вољена,

Земљо славних витезова Лазара и Милоша!